# Thomas Bayrle

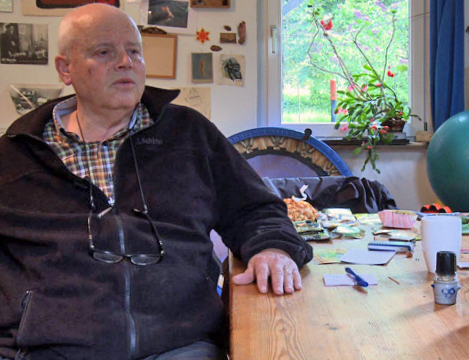
Thomas Bayrle, Aufnahme aus dem Film The Future of Art (2010)

Thomas Bayrle (* 7. November 1937 in Berlin) ist ein deutscher Objektkünstler, Maler, Grafiker und Video-Künstler.

## Leben

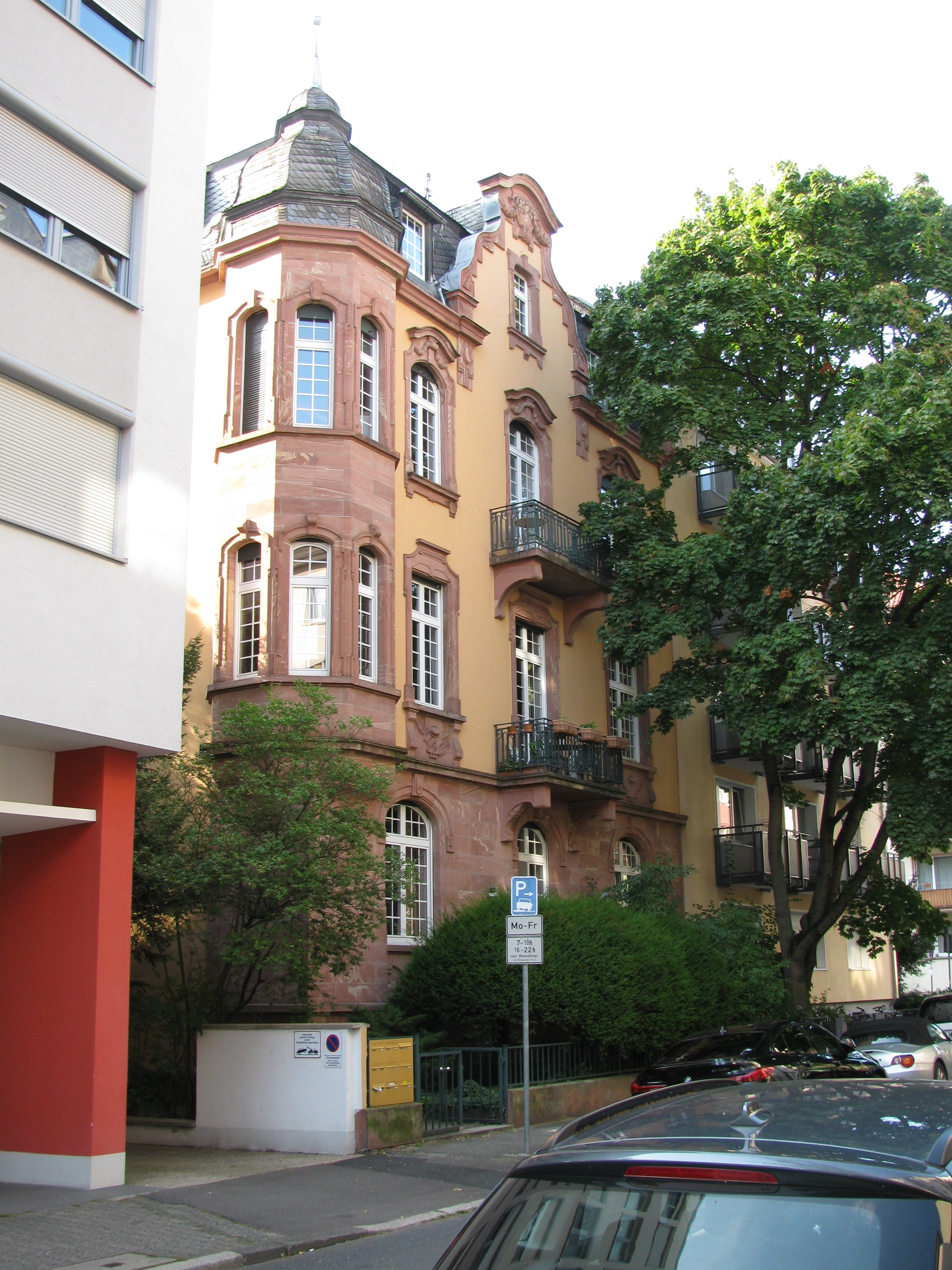
Bayrle & Kellermann – The Makers of Display, 1969 bis 1972, Telemannstraße 5, Frankfurt am Main (2021)

Thomas Bayrle wurde als Sohn des Malers und Grafikers Alf Bayrle und dessen Ehefrau, der promovierten Kunsthistorikerin Elisabeth Bayrle, geborene Weiss, geboren. Von 1934 bis 1937 arbeiteten beide im Frobenius-Institut und nahmen an Expeditionen in Afrika teil. Mit seiner Mutter und den zwei jüngeren Brüdern wurde er 1940 in das hessische Oberndorf bei Gelnhausen evakuiert. 1953 siedelte die Familie nach Frankfurt am Main über.
Bayrle, der Textilingenieur werden wollte, machte ab 1956 eine zweijährige Ausbildung zum Musterzeichner und Weber. In der Maschinenweberei Gutmann in Göppingen arbeitete er als Textilarbeiter an Jacquardwebstühlen, deren Lärm ihn an einen rhythmischen Sound erinnerte, der ihn Jahrzehnte später, wie auch die vertikale textile Ornamententstehung, zu Arbeiten inspirierte.
Von 1958 bis 1961 studierte Bayrle an der Werkkunstschule Offenbach. Zunächst hatte er das Studienziel Gebrauchsgrafik, er wandte sich aber der Druckgrafik zu und erlernte bei Eberhard Behr die Technik der Lithografie und der Radierung. 1961 gründete er zusammen mit Bernhard Jäger in Bad Homburg vor der Höhe die Gulliver-Presse und machte sich auch als Drucker und Verleger von Künstlerbüchern einen Namen. In der bis 1965 veröffentlichenden Gulliver-Presse erschien unter anderem eines der ersten Bücher von Ernst Jandl (Hosi-Anna! 1965) – illustriert von Thomas Bayrle und Bernhard Jäger. 1964 nahm er an der documenta III, 1977 an der documenta 6 und 2012 an der dOCUMENTA (13) in Kassel teil.
Von 1969 bis 1972 betrieb er mit Hans Jörg Kellermann im Frankfurter Westend eine Kreativwerkstatt, die als Bayrle & Kellermann – The Makers of Display dreidimensionale Objekte herstellte, die zwischen Kunst und Werbung oszillierten und daneben noch eine Siebdruckwerkstatt betrieb. Auftraggeber waren unter anderem der Schokoladenhersteller Ferrero, die Teppichmarke Enkalon, der Modedesigner Pierre Cardin und die Gewerkschaftsbank BfG. Ab 1972 war er zeitweise Dozent an der Hochschule für Gestaltung in Offenbach am Main und Professor an der Staatlichen Hochschule für Bildende Künste – Städelschule in Frankfurt am Main. Zu seinen Studenten gehörten unter anderen Martin Liebscher, Marko Lehanka, Georg Peez, Manfred Stumpf, Kerstin Jeckel und Stefan Müller. 1995 hatte er in Japan eine Gastprofessur an der Tohoku University inne. 2002 wurde er emeritiert.
Er war ab 1961 mit der Künstlerin Helke Bayrle (1941–2022), geborene Rochelmeyer, verheiratet. Aus der Ehe ging die Tochter Marielle hervor. Thomas Bayrle lebt und arbeitet in Frankfurt am Main.

## Werke
Bayrles Arbeiten basieren in der Regel auf einem grafischen Grundprinzip. Ausgehend von traditionellen Techniken, gehörte er zu den ersten deutschen Künstlern, die computergenerierte und animierte Kunst produzierten. Wesentliches ästhetisches Element seiner Arbeit ist das Prinzip des Seriellen. In der US-amerikanischen Tradition von Andy Warhol oder Roy Lichtenstein, aber auch des deutschen Künstlers Sigmar Polke befindet sich Bayrle, indem er seine bildnerischen Themen vielfach der Welt der Konsumgüter entnimmt. Mit der Reflexion auf eine Warenwelt als Anhäufung von multiplizierbaren, wiederholbaren Formen und Piktogrammen liefert Bayrle nicht nur einen Kommentar zur Gesellschaft, sondern verweist auf seine eigenen künstlerischen Mittel.
Von ihm stammen Darstellungen von Massenbewegungen und -prozessen. 1965 bis 1967 schuf er Suppenkatapulte als bewegliche Objekte. Seit 1968 haben Grafiken und Bilder von ihm Massenphänomene zum Inhalt, sowohl als Montagen als auch gemalt.
Die Motoren, die während der dOCUMENTA (13) gezeigt wurden, sind von dem Feinmechanikbetrieb Anton Schwinghammers zusammengesetzt worden.
Bayrles Pietà-Fenster im Kloster Eberbach, das Ende 2020 eingeweiht wurde, hat das Glasstudio Derix aus Taunusstein angefertigt. Es stellt die trauernde Maria mit dem Leichnam Jesu dar. Das Gesamtbild ergibt sich aus vielen kleinen Smartphones.

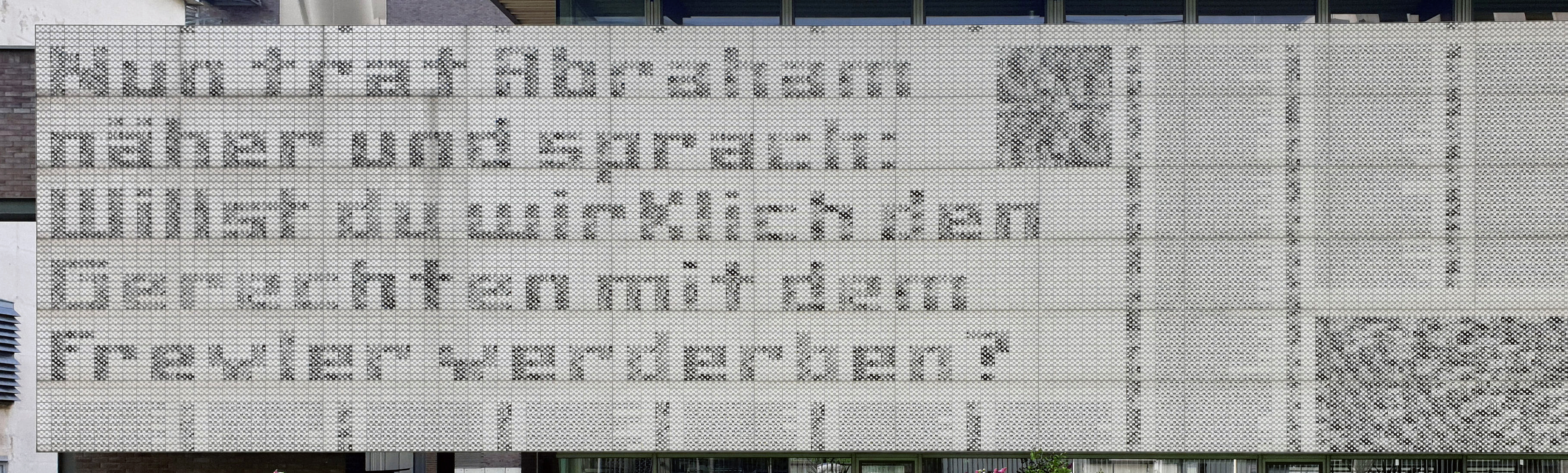
Wandzeitung am Heizkraftwerk in Berlin-Mitte mit Zitat aus Genesis, (1999)
Pietà-Fenster im Kloster Eberbach, 2020

## Ausstellungen
In den letzten Jahren fanden wichtige Einzelausstellungen und Beteiligungen in Galerien und Museen in Düsseldorf, Montréal, Köln, Graz, Frankfurt am Main, Wien, Venedig, Auckland, Berlin, Duisburg, Genf, Karlsruhe, New York, Zürich und Austin/Texas statt. Bayrle ist mit seinen Arbeiten in Museen, öffentlichen und privaten Sammlungen im deutschsprachigen und angelsächsischen Raum vertreten. 1984 beteiligte er sich bei Von hier aus – Zwei Monate neue deutsche Kunst in Düsseldorf. 2002 hatte er eine Ausstellung im Städel Museum in Frankfurt am Main.
2005 und 2006 nahm Bayrle unter anderen an Ausstellungen im Zentrum für Kunst und Medientechnologie, Karlsruhe, im Kunstmuseum Thun, im Kunsthaus Zürich, im Museum für Moderne Kunst (MMK), Frankfurt am Main, in der Kunsthalle Fridericianum, Kassel teil. 2007 stellte Bayrle im Fonds Régional d’Art Contemporain Limousin (FRAC), Limoges und im Office for Contemporary Art, Oslo aus. 2008 war er Teilnehmer an der Biennale of Sydney (Art Gallery of New South Wales). 2009 fand eine große retrospektive Ausstellung im Museu d’Art Contemporani de Barcelona (MACBA) in Barcelona statt. Im Jahr 2012 war er Teilnehmer an der dOCUMENTA (13) in Kassel. Seine Auseinandersetzung mit dem christlichen Glauben dokumentierte Bayrle 2014 durch eine Auswahl seiner Werke mit der Ausstellung katholisch in der Kunst-Station Sankt Peter Köln sowie durch die Ausstellung Agnus Dei in der St. Matthäus-Kirche am Kulturforum Berlin.
Für die Saison 2003/2004 in der Wiener Staatsoper gestaltete er im Rahmen der von museum in progress konzipierten Ausstellungsreihe „Eiserner Vorhang“ ein riesiges Großbild (176 m²).
In seiner Einzelausstellung 'Wenn etwas zu lang ist – mach es länger' im Wiener Museum für angewandte Kunst (MAK) kombinierte Bayrle für die Saison 2017/18 traditionelle handwerkliche Techniken mit computergenerierter Kunst des Informationszeitalters. Für die Ausstellung entstanden auch bedeutende Neuproduktionen, darunter die Installation iPhone meets Japan, ein begehbares Szenenbild, mit dem Bayrle in einer „Superform“ aus iPhones ein japanisches Shunga aus der Asien-Sammlung des MAK reflektierte.
Seit März 2018 zeigt die Städtische Galerie im Lenbachhaus und Kunstbau München einige futuristische Kompositionen des Künstlers. Im Rahmen der Ausstellung I'm a Believer. Pop Art und Gegenwartskunst aus dem Lenbachhaus und der KiCo Stiftung wird die großformatige Skulptur „Autostrada“ (2003) und weitere grafische Wandtableaus aus dem Sammlungsbestand präsentiert.

## Auszeichnungen
- 1966: Junge Kunst in Hessen
- 1970: Preis der Second British International Print Biennale, Bradford (England)
- 1971–1972: Stipendium Villa Massimo, Rom
- 1973: Triennale Grenchen (Schweiz)
- 1974: Prsie der Bradford-Biennale (England)
- 1995: Preis der Ars Electronica in Linz
- 1997: Binding-Kulturpreis der Binding-Kulturstiftung, Frankfurt am Main
- 1998: Hessischer Kulturpreis, Wiesbaden
- 2000: KUNSTKÖLN-Preis (seit 2006: Cologne-Fine-Art-Preis)
- 2007: Goetheplakette der Stadt Frankfurt am Main
- 2012: Arnold-Bode-Preis

## Buchveröffentlichungen
- Biographie Egoist. 1969.
- Feuer im Weizen. 1971